# Vedran Ješe
Vedran Ješe (ur. 3 lipca 1981 w Banja Luce) – chorwacki piłkarz grający na pozycji środkowego obrońcy.
Ješe urodził się w Banja Luce, które obecnie jest miastem w Bośni i Hercegowinie, ale piłkarską karierę zaczynał w Zagrzebiu. Jego pierwszym klubem w karierze był stołeczny NK Zagrzeb. Tam grał w drużynach juniorskich i tam też potem zadebiutował w pierwszej lidze. Debiut Vedrana miał miejsce 4 listopada 2000 roku w wygranym 2:1 meczu z lokalnym rywalem NK, drużyną NK Hrvatski Dragovoljac. Był to jego jedyny wówczas występ w tamtym sezonie. W nowym sezonie odeszło z zespołu paru zawodników i wtedy to Ješe wskoczył na miejsce na środku obrony i także dzięki jego dobrej grze NK Zagrzeb zdobyło swój pierwszy w historii tytuł mistrza Chorwacji. Przez kolejne dwa sezony Vedran był zawodnikiem podstawowej jedenastki i filarem tamtejszej linii defensywnej. W sezonie 2004//2005 zagrał tylko 6 meczów w NK, ale zaraz potem trafił do lokalnego rywala Dinama Zagrzeb. Tam czasami miał trudności z przebiciem się do pierwszego składu, a Dinamo zagrał bodaj jeden z najgorszych sezonów w historii zajmując dopiero 7. miejsce w lidze. W sezonie 2005//2006 Ješe po rozegraniu jednego meczu w Dinamie został zaraz wypożyczono do innego pierwszoligowca Inter Zaprešić. Tam zagrał 22 mecze, zdobył 4 bramki a drużyna zajęła ostatnie miejsce i spadła do drugiej ligi. Jednak dzięki temu, że Ješe rozegrał na początku sezonu 1 mecz w Dinamie może czuć się pełnoprawnym mistrzem Chorwacji, a był to jego drugi tytuł w karierze. Latem 2006 roku Ješe odszedł z Dinama za 200 tys. euro i trafił do szwajcarskiego pierwszoligowca FC Thun. Następnie był wypożyczany do izraelskich klubów: Bene Jehuda Tel Awiw i FC Aszdod. Od 2008 roku pozostaje bez przynależności klubowej.
W reprezentacji Chorwacji Ješe zadebiutował 29 stycznia 2006 roku w przegranym 0:2 towarzyskim meczu z reprezentacją Korei Południowej. Zaraz potem 1 lutego zagrał swój drugi mecz w kadrze – wygrany 4:0 z Hongkongiem. Miał jednak nikłe szanse na wyjazd na Mistrzostwa Świata w Niemczech i ówczesny selekcjoner Zlatko Kranjčar ostatecznie nie powołał Ješe do kadry.